# Pandémie de Covid-19 au Bhoutan
La pandémie de Covid-19 au Bhoutan démarre officiellement le 6 mars 2020. À la date du 29 octobre 2022, le bilan est de 21 morts.

## Chronologie

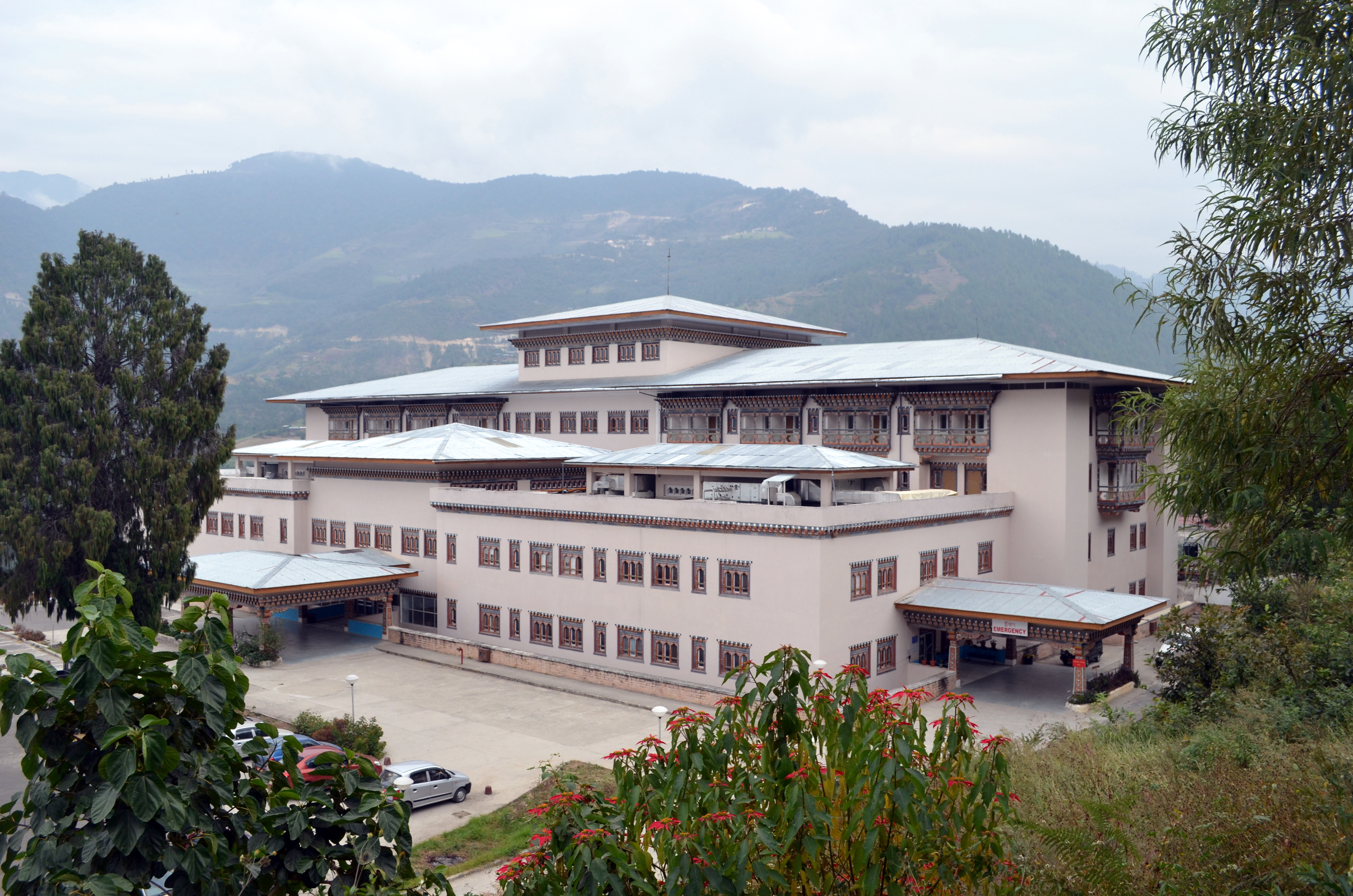
L'hôpital régional de référence à Mongar, l’un des quatre hôpitaux du Bhoutan traitant des patients positifs aux Covid-19 durant la pandémie.

Le premier cas de Covid-19 au Bhoutan est signalé le 6 mars 2020. Il s'agit d'un Américain de 76 ans qui s'était rendu dans le pays via l'Inde. Environ 90 personnes ayant été en contact direct avec lui, ainsi que sa compagne de 59 ans, son chauffeur et son guide ont été rapidement retrouvés et mis en quarantaine.

## Statistiques

Nombre de cas au Bhoutan depuis le début de l'épidémie.

Nombre de morts au Bhoutan depuis le début de l'épidémie.